# Landegode

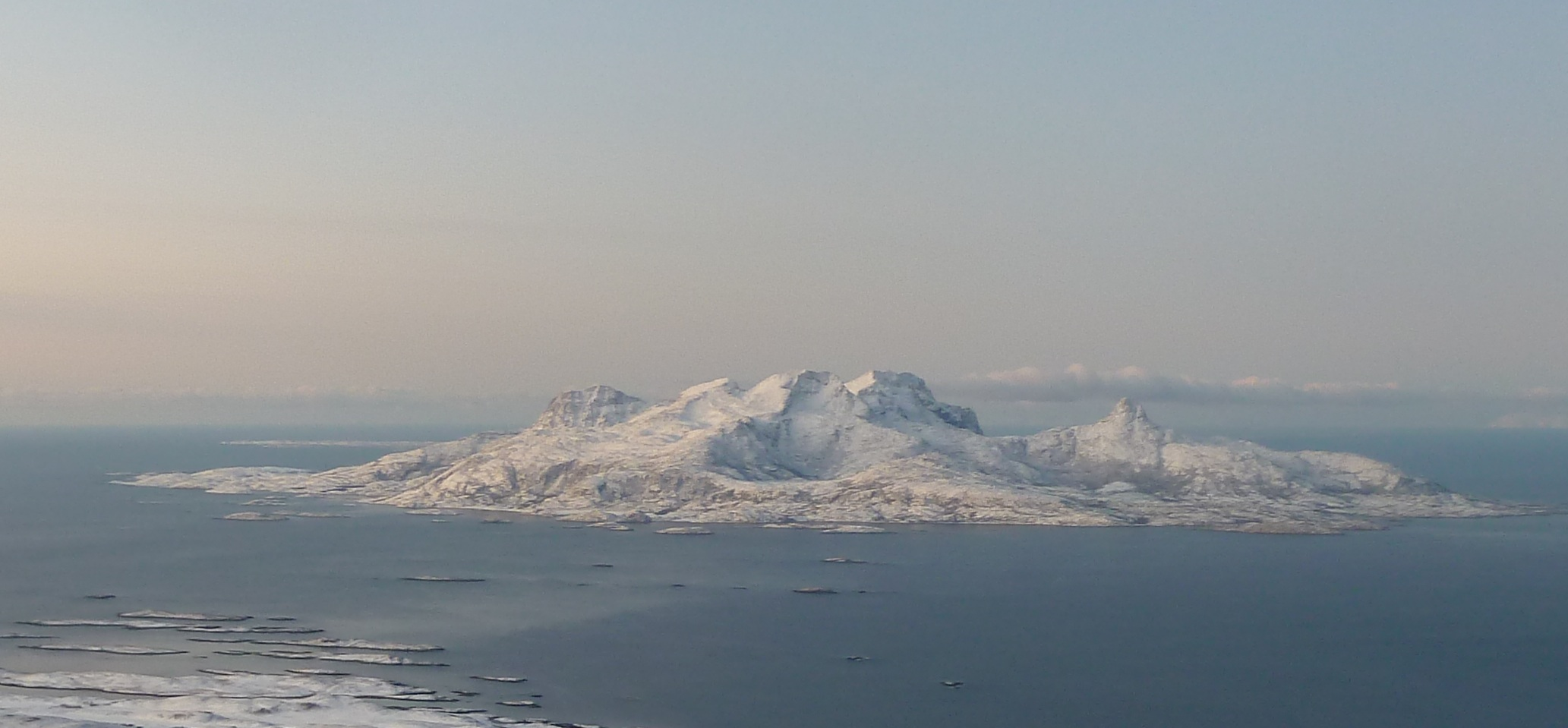
Landegode i december

Landegode är en ö i Bodø kommun i Norge. Den är belägen ca. 10 km nordväst om stadskärnan och har en yta på 30,2 km². I söder avgränsas den av Landegodefjorden, där det löper en farled.
Den högsta toppen på den bergiga ön, Rypdalstinden, når 802 meter över havet. Berggrunden domineras av gnejs. Längs en del av ön löper en smal strandremsa. Där, i tre avgränsade områden – i sydväst, i öst och i nordväst – finns besättningar. År 2017 fanns det 48 invånare. På Landegodes nordligaste punkt ligger Landegode fyr.
På Landegode finns Bodø kommuns minsta skola, som även är en av de minsta i Nordland fylke. Läsåret 2017/2018 gick fem elever på skolan.
Landegodes siluett fanns med, jämte en båt och en sol, på Bodøs första stadsvapen, som antogs 1889.